# Cecylia Działyńska
Cecylia Działyńska (ur. 16 września 1836 w Wysocku, zm. 24 maja 1899 w Poznaniu) – filantropka, badaczka historii.

## Życiorys
Córka Celestyny z Zamoyskich i Tytusa Działyńskiego, piąte i przedostatnie dziecko pary.
Kształciła się w domu rodzinnym i za granicą, głównie we Francji i Anglii. Znała łacinę, języki francuski, angielski i hiszpański. Przejawiała zainteresowanie naukami przyrodniczymi, historią i muzyką (biegle grała na klawikordzie), jeździła konno i pływała. Miała zdolności pisarskie. W młodości odbyła podróże po Francji, Anglii i Szkocji. Jej barwny opis Szkocji i Szkotów porównać można ze spostrzeżeniami jej przodkini, księżnej Izabeli z Flemmingów Czartoryskiej (obydwie miały świadomość że w Inverarary odwiedzają dalekich krewnych Campbellów).
Zaangażowała się w działalność patriotyczną. Wspierała środowisko skupione wokół Hotelu Lambert. W czasie powstania styczniowego wspierała matkę i brata w zaopatrywaniu powstańców w broń, odzież i środki sanitarne. W tym czasie zachorowała na gościec pacierzowy, który był przyczyną jej niepełnosprawności. Rezultatu nie przyniosło intensywne leczenie w Czechach i Saksonii.
Fizyczne cierpienia wpłynęły na jej rozwój duchowy. W 1869 wstąpiła do III zakonu dominikanek. W dobrach rodzinnych planowała założyć klasztor, ale nie udało się to z powodu oporu władz pruskich. Twierdziła, że miewa stany mistyczne. W 1889 w Tarnowie opublikowano jej rękopis pt. Kartki z życia modlitwy. Publikacja była zarówno krytykowana, jak i broniona.
Częściowo wróciła do zdrowia i zaangażowała się w pracę filantropijną i literacką. Pisała krótkie życiorysy znanych postaci i artykuły w czasopismach. Publikowała głównie w „Kurierze Poznańskim” i „Niedzieli”. Napisała m.in. pracę pt. Niektóre szczegóły z Powstania Narodu Polskiego w roku 1830. Zebrane z różnych źródeł. Gromadziła materiały historyczne, np.  dokumenty dotyczące udziału ojca w powstaniu listopadowym. Po jej śmierci trafiły do Biblioteki Kórnickiej.
Została pochowana w Kórniku.